# Jean de Paleologu
Jean de Paleologu (1855-1942) fue un cartelista, pintor, caricaturista y dibujante de origen rumano, conocido con el seudónimo de «Pal».

## Biografía

Cartel para Loie Fuller en el Folies Bergère (1897)

Nació en Bucarest en 1855, asistió durante un tiempo a la escuela de bellas artes bajo la dirección del pintor Theodor Aman. Viajó a París y Londres, donde terminó sus estudios. Dotado, en opinión de Rosetti, «de mucho talento artístico, de una rica imaginación compositiva», ingresó en 1890 en el taller del tipógrafo Dupont en Asnières, donde todavía se encontraba hacia 1897. Según el mismo autor, «allí rápidamente se hizo un nombre gracias a sus coloridas pinturas, que destacan por el colorido elegido y la fina ejecución». Emigrado a los Estados Unidos, habría fallecido el 24 de noviembre de 1942 en Miami Beach. Era conocido por el seudónimo «Pal».